# Sanctuaire Sainte-Rita-de-Cascia de Philadelphie
Pour les articles homonymes, voir église Sainte-Rita.
Le sanctuaire Sainte-Rita-de-Cascia est une église située à Philadelphie dans l’État de Pennsylvanie aux États-Unis, que l’Église catholique rattache à l’archidiocèse de Philadelphie. La Conférence des évêques catholiques des États-Unis l’a désignée sanctuaire national en 2003,. L’église est depuis sa construction dédiée à sainte Rita de Cascia, et gérée par l’ordre de Saint Augustin (OSA) ; elle n’est plus église paroissiale depuis 2016.

## Historique
Les Augustins de la province américaine de Saint-Thomas-de-Villeneuve, installés dans la région depuis un siècle (voir l’historique de l’église Saint-Augustin (en)), sont invités à s’installer dans le sud de la ville par l’archevêque de Philadelphie d’alors, Patrick John Ryan (en). Le terrain est acheté en mars 1907, et la première pierre est posée en octobre de l’année ; la dédicace à sainte Rita de Cascia, canonisée peu de temps avant en 1900, est choisie pour satisfaire les immigrés italiens. Une école paroissiale est ouverte en 1910, et l’église est finalement consacrée en mai 1915. Dans les années 1930, la paroisse est l’une des plus grandes de Philadelphie. En septembre 1951, une nouvelle école est construite.
Au début des années 1990, les infrastructures sont vieillissantes et le nombre de fidèles en déclin ; il est décidé de revitaliser la paroisse, ce qui commence par la mise en place d’une lettre d’information en 1993. La première phase de restauration se termine en 2000.[réf. souhaitée] En 2003, la Conférence des évêques catholiques des États-Unis désigne l’église sanctuaire national, et en 2004 cette dernière est jumelée avec la basilique de Cascia en Italie. En 2016, l’église arrête d’être église paroissiale, pour se concentrer sur son rôle de sanctuaire. En 2020, un nouveau bâtiment de cinq étages est construit, abritant diverses salles de formation et de réunion, et quatre niveaux d’habitations bon marché pour personnes âgées.